# Мерседес, Юлис Габриэль
Юлис Габриэль Мерседес Рейес (исп. Yulis Gabriel Mercedes Reyes; род. 12 ноября 1979 года) — доминиканский тхэквондист, серебряный призёр Олимпийских игр 2008 года в Пекине. Бронзовый призёр чемпионатов мира 1999 и 2011 года, победитель Панамериканских игр 2007 и 2011 годов. Выступал в весе до 54 и до 58 кг.